# Golden Horseshoe
A Golden Horseshoe ou Ferradura Dourada é uma região densamente povoada e industrializada localizada na Grande Toronto, no extremo oeste do lago Ontário no sul de Ontário, no Canadá, com limites exteriores de alongamento para sul do Lago Erie e ao norte da Baía Georgian.
A Grande Ferradura Dourada abriga 26% da população canadense, aproximadamente 9,2 milhões de habitantes em 2016. Toronto, com seus 2,7 milhões de habitantes em 2016 e mais populosa cidade canadense, é cidade-âncora dessa região urbana. Há previsão do total de habitantes da região chegar a 11 milhões em 2031.